# Saint-Pierre-de-Chérennes
Saint-Pierre-de-Chérennes – miejscowość i gmina we Francji, w regionie Owernia-Rodan-Alpy, w departamencie Isère.
Według danych na rok 1990 gminę zamieszkiwało 278 osób, a gęstość zaludnienia wynosiła 23 osób/km² (wśród 2880 gmin regionu Rodan-Alpy Saint-Pierre-de-Chérennes plasuje się na 1351. miejscu pod względem liczby ludności, natomiast pod względem powierzchni na miejscu 973.).
Przez gminę przepływa rzeka Isère. 